# Euphorbia sareptana
Euphorbia sareptana là một loài thực vật có hoa trong họ Đại kích. Loài này được Becker mô tả khoa học đầu tiên năm 1858.